# Ngân hàng di động
Ngân hàng di động là dịch vụ được cung cấp bởi ngân hàng hoặc tổ chức tài chính khác, cho phép khách hàng của mình thực hiện các giao dịch tài chính từ xa bằng thiết bị di động như điện thoại thông minh hoặc máy tính bảng. Không giống như ngân hàng internet liên quan, nó sử dụng phần mềm, thường được gọi là một ứng dụng, được cung cấp bởi các tổ chức tài chính cho mục đích này. Ngân hàng di động thường có sẵn trên cơ sở 24 giờ. Một số tổ chức tài chính có những hạn chế về tài khoản nào có thể được truy cập thông qua ngân hàng di động, cũng như giới hạn về số tiền có thể được giao dịch. Ngân hàng di động phụ thuộc vào sự sẵn có của internet hoặc kết nối dữ liệu với thiết bị di động.
Giao dịch qua ngân hàng di động phụ thuộc vào các tính năng của ứng dụng ngân hàng di động được cung cấp và thường bao gồm lấy số dư tài khoản và danh sách các giao dịch mới nhất, thanh toán hóa đơn điện tử, tiền gửi séc từ xa, thanh toán P2P và chuyển tiền giữa tài khoản của khách hàng hoặc của người khác.  Một số ứng dụng cũng cho phép tải xuống các bản sao của bản sao kê và đôi khi được in tại cơ sở của khách hàng. Sử dụng ứng dụng ngân hàng di động giúp tăng tính dễ sử dụng, tốc độ, tính linh hoạt và cũng cải thiện bảo mật vì nó tích hợp với các cơ chế bảo mật thiết bị di động tích hợp của người dùng. [ cần dẫn nguồn ]
Từ quan điểm của ngân hàng, ngân hàng di động giảm chi phí xử lý giao dịch bằng cách giảm nhu cầu khách hàng đến chi nhánh ngân hàng để rút tiền và giao dịch tiền gửi không dùng tiền mặt. Ngân hàng di động không xử lý các giao dịch liên quan đến tiền mặt và khách hàng cần đến ATM hoặc chi nhánh ngân hàng để rút tiền mặt hoặc gửi tiền. Nhiều ứng dụng hiện có tùy chọn gửi tiền từ xa; sử dụng máy ảnh của thiết bị để truyền kỹ thuật số séc đến tổ chức tài chính của họ.
Ngân hàng di động khác với thanh toán di động, bao gồm việc sử dụng thiết bị di động để thanh toán hàng hóa hoặc dịch vụ tại điểm bán hoặc từ xa,  tương tự như việc sử dụng thẻ ghi nợ hoặc thẻ tín dụng để thực hiện thanh toán EFTPOS.

## Lịch sử
Các dịch vụ ngân hàng di động sớm nhất đã sử dụng SMS, một dịch vụ được gọi là SMS bank. Với việc giới thiệu điện thoại thông minh có hỗ trợ WAP cho phép sử dụng web di động vào năm 1999, các ngân hàng châu Âu đầu tiên bắt đầu cung cấp dịch vụ ngân hàng di động trên nền tảng này cho khách hàng của họ.
Ngân hàng di động trước năm 2010 thường được thực hiện thông qua SMS hoặc web di động. Thành công ban đầu của Apple với iPhone và sự phát triển nhanh chóng của điện thoại dựa trên Android (hệ điều hành) của Google đã dẫn đến việc sử dụng các ứng dụng di động đặc biệt, được tải xuống thiết bị di động ngày càng tăng. Như đã nói, những tiến bộ trong các công nghệ web như HTML5, CSS3 và JavaScript đã chứng kiến nhiều ngân hàng tung ra các dịch vụ dựa trên web di động để bổ sung cho các ứng dụng gốc. Các ứng dụng này bao gồm một mô-đun ứng dụng web trong JSP, chẳng hạn như J2EEvà các chức năng của một mô-đun J2ME khác.
Một nghiên cứu gần đây (tháng 5 năm 2012) của Mapa Research cho thấy rằng hơn một phần ba ngân hàng đã phát hiện thiết bị di động khi truy cập trang web chính của ngân hàng. Một số điều có thể xảy ra khi phát hiện trên thiết bị di động như chuyển hướng đến cửa hàng ứng dụng, chuyển hướng đến trang web dành riêng cho ngân hàng di động hoặc cung cấp menu tùy chọn ngân hàng di động cho người dùng lựa chọn.

## Một khái niệm ngân hàng di động
Trong một mô hình học thuật,  ngân hàng di động được định nghĩa là:
Ngân hàng di động đề cập đến việc cung cấp và tận dụng các dịch vụ tài chính ngân hàng với sự trợ giúp của các thiết bị viễn thông di động. Phạm vi dịch vụ được cung cấp có thể bao gồm các cơ sở để thực hiện giao dịch ngân hàng và thị trường chứng khoán, quản trị tài khoản và truy cập thông tin tùy chỉnh. "
Theo mô hình ngân hàng di động này có thể nói bao gồm ba khái niệm liên quan đến nhau:
- Kế toán di động
- Dịch vụ thông tin tài chính di động

Hầu hết các dịch vụ trong danh mục được chỉ định kế toán và môi giới đều dựa trên giao dịch. Tuy nhiên, các dịch vụ phi giao dịch có tính chất thông tin là rất cần thiết để thực hiện các giao dịch - ví dụ, có thể cần có các yêu cầu về số dư trước khi thực hiện chuyển tiền. Do đó, các dịch vụ kế toán và môi giới được cung cấp luôn luôn kết hợp với các dịch vụ thông tin. Dịch vụ thông tin, mặt khác, có thể được cung cấp như một mô-đun độc lập.
Ngân hàng di động cũng có thể được sử dụng để giúp đỡ trong các tình huống kinh doanh cũng như tình hình tài chính

## Dịch vụ ngân hàng di động
Các dịch vụ ngân hàng di động điển hình có thể bao gồm:

### Thông tin tài khoản
1. Báo cáo nhỏ và kiểm tra lịch sử tài khoản
2. Cảnh báo về hoạt động tài khoản hoặc vượt qua ngưỡng thiết lập
3. Giám sát tiền gửi có kỳ hạn
4. Truy cập vào báo cáo cho vay
5. Truy cập vào báo cáo thẻ
6. Các quỹ tương hỗ / báo cáo vốn chủ sở hữu
7. Quản lý chính sách bảo hiểm

### Giao dịch
1. Chuyển tiền giữa các tài khoản được liên kết của khách hàng
2. Thanh toán cho bên thứ ba, bao gồm thanh toán hóa đơn và chuyển khoản của bên thứ ba
3. Kiểm tra tiền gửi từ xa

### Đầu tư
1. Dịch vụ quản lý danh mục đầu tư
2. Cổ phiếu thời gian thực

### Hỗ trợ
1. Tình trạng yêu cầu tín dụng, bao gồm phê duyệt thế chấp và bảo hiểm
2. Kiểm tra (kiểm tra) yêu cầu sách và thẻ
3. Trao đổi tin nhắn dữ liệu và email, bao gồm gửi khiếu nại và theo dõi
4. Địa điểm ATM

### Dịch vụ nội dung
1. Thông tin chung như tin tức liên quan đến tài chính
2. Ưu đãi liên quan đến lòng trung thành

Một báo cáo của Cục Dự trữ Liên bang Hoa Kỳ (tháng 3 năm 2012) cho thấy 21% chủ sở hữu điện thoại di động đã sử dụng ngân hàng di động trong 12 tháng qua. Dựa trên khảo sát do Forrester thực hiện, ngân hàng di động sẽ hấp dẫn chủ yếu đối với phân khúc khách hàng trẻ, "am hiểu công nghệ" hơn. Một phần ba người dùng điện thoại di động nói rằng họ có thể xem xét thực hiện một số loại giao dịch tài chính thông qua điện thoại di động của họ. Nhưng hầu hết người dùng quan tâm đến việc thực hiện các giao dịch cơ bản như truy vấn số dư tài khoản và lập hóa đơn.

## Những thách thức đối với giải pháp ngân hàng di động [ buzzword ]
Những thách thức chính trong việc phát triển một ứng dụng ngân hàng di động tinh vi là:

### Khả năng truy cập thiết bị cầm tay
Có một số lượng lớn các thiết bị điện thoại di động khác nhau và đó là một thách thức lớn đối với các ngân hàng để cung cấp một giải pháp ngân hàng di động [ buzzword ] trên bất kỳ loại thiết bị nào. Một số thiết bị này hỗ trợ Java ME và các thiết bị khác hỗ trợ Bộ công cụ ứng dụng SIM, trình duyệt WAP hoặc chỉ SMS.
Vấn đề khả năng tương tác ban đầu tuy nhiên đã được địa phương, với các nước như Ấn Độ sử dụng cổng thông tin như "R-World" để cho phép những hạn chế của cấp thấp java dựa trên điện thoại, trong khi tập trung vào các lĩnh vực như Nam Phi đã mặc định cho USSD như một cơ sở có thể đạt được thông tin liên lạc với bất kỳ điện thoại.
Mong muốn về khả năng tương tác chủ yếu phụ thuộc vào chính các ngân hàng, nơi các ứng dụng được cài đặt (dựa trên Java hoặc bản địa) cung cấp bảo mật tốt hơn, dễ sử dụng hơn và cho phép phát triển các khả năng phức tạp hơn tương tự như ngân hàng internet trong khi SMS có thể cung cấp những điều cơ bản nhưng trở thành khó hoạt động với các giao dịch phức tạp hơn.
Có một huyền thoại rằng có một thách thức về khả năng tương tác giữa các ứng dụng ngân hàng di động do nhận thấy thiếu các tiêu chuẩn công nghệ chung cho ngân hàng di động. Trong thực tế, còn quá sớm trong vòng đời dịch vụ để khả năng tương tác được giải quyết trong một quốc gia riêng lẻ, vì rất ít quốc gia có nhiều hơn một nhà cung cấp dịch vụ ngân hàng di động. Trong thực tế, giao diện ngân hàng được xác định rõ và chuyển động tiền giữa các ngân hàng tuân theo tiêu chuẩn IS0-8583. Khi ngân hàng di động đáo hạn, chuyển động tiền giữa các nhà cung cấp dịch vụ sẽ tự nhiên áp dụng các tiêu chuẩn giống như trong thế giới ngân hàng.
Vào tháng 1 năm 2009, Tiểu ban Ngân hàng của Hiệp hội Tiếp thị Di động (MMA), do CellTrust và VeriSign Inc. chủ trì, đã xuất bản Tổng quan về Ngân hàng Di động cho các tổ chức tài chính, trong đó thảo luận về những lợi thế và bất lợi của Nền tảng Kênh Di động như Dịch vụ Tin nhắn Ngắn (SMS), Web di động, Ứng dụng khách trên thiết bị di động, SMS với Web di động và SMS an toàn.

### Bảo mật
Ngân hàng di động an toàn hơn ngân hàng internet. Ngân hàng di động chỉ có thể được thực hiện từ một thiết bị cụ thể (điện thoại thông minh hoặc máy tính bảng) có thẻ SIM, số điện thoại đã được đăng ký với tài khoản ngân hàng không giống như ngân hàng internet có thể được thực hiện bằng bất kỳ số thiết bị nào được kết nối với internet như vậy như điện thoại thông minh, máy tính bảng, máy tính xách tay, máy tính để bàn. Trong trường hợp ngân hàng internet, tin tặc cần đánh cắp thông tin đăng nhập (tên người dùng và mật khẩu) có thể bằng cách cài đặt từ xa một phần mềm ghi nhật ký gõ phím trong thiết bị của nạn nhân, trong trường hợp như ngân hàng di động, kẻ lừa đảo cần phải đánh cắp thiết bị di động có thẻ SIM, số điện thoại đã được đăng ký với tài khoản ngân hàng hoặc đánh cắp số điện thoại bằng cách hoán đổi thẻ SIM. Nếu nạn nhân ' Thiết bị di động bị đánh cắp sau đó anh ta sẽ nhận ra hoặc nếu số điện thoại của anh ta bị đánh cắp bằng cách đổi thẻ SIM thì anh ta sẽ không nhận được bất kỳ tín hiệu nào trên thiết bị di động của mình và anh ta sẽ nhận ra rằng có điều gì đó không ổn. Nhưng nếu thông tin ngân hàng (tên người dùng và mật khẩu) của nạn nhân bị đánh cắp thì đến lúc anh ta nhận ra, tin tặc đã xâm nhập vào tài khoản ngân hàng của anh ta.
Các ngân hàng có thể làm cho ngân hàng di động trở nên an toàn hơn nữa nếu họ có thể sử dụng máy quét dấu vân tay trên điện thoại thông minh cùng với mật khẩu chữ và số để xác minh danh tính của khách hàng. Do đó, bằng cách kết hợp xác thực đa yếu tố, (A) thiết bị di động (những gì tôi có), (B) quét vân tay (tôi là ai) và (C) mật khẩu chữ số (những gì tôi biết), các ngân hàng có thể giúp ngân hàng di động an toàn hơn nữa.
Như với hầu hết các thiết bị kết nối internet, cũng như các thiết bị điện thoại di động, tỷ lệ tội phạm mạng đang leo thang hàng năm. Các loại tội phạm mạng có thể ảnh hưởng đến ngân hàng di động có thể bao gồm từ việc sử dụng trái phép trong khi chủ sở hữu đang sử dụng ngân hàng di động, đến hack từ xa hoặc thậm chí gây nhiễu hoặc can thiệp qua internet hoặc các luồng dữ liệu mạng điện thoại. Điều này được chứng minh bằng phần mềm độc hại có tên SMSZombie.A, đã lây nhiễm các thiết bị Android của Trung Quốc. Nó được nhúng trong các ứng dụng hình nền và tự cài đặt để có thể khai thác điểm yếu của hệ thống Thanh toán SMS di động của Trung Quốc, đánh cắp số thẻ tín dụng và thông tin liên quan đến giao dịch tài chính.  Một trong những phần mềm độc hại tiên tiến nhất được phát hiện gần đây làTrojan gọi là Bankbot. Nó đã vượt qua sự bảo vệ của Google trên thị trường ứng dụng Android và nhắm đến các khách hàng Wells Fargo, Chase và Citibank trên các thiết bị Android trên toàn thế giới trước khi Google gỡ bỏ vào tháng 9 năm 2017.  Ứng dụng độc hại này đã được kích hoạt khi người dùng mở ứng dụng ngân hàng, phủ lên nó vì vậy nó có thể đánh cắp thông tin ngân hàng.
Xem thêm: Bảo mật di động
Trong thế giới ngân hàng, tỷ giá tiền tệ có thể thay đổi theo mili giây.
Bảo mật các giao dịch tài chính, được thực hiện từ một số địa điểm từ xa và truyền thông tin tài chính qua mạng, là những thách thức phức tạp nhất cần được giải quyết chung bởi các nhà phát triển ứng dụng di động, nhà cung cấp dịch vụ mạng không dây và bộ phận CNTT của ngân hàng.
Các khía cạnh sau đây cần được giải quyết để cung cấp cơ sở hạ tầng an toàn cho giao dịch tài chính qua mạng không dây:
1. Phần vật lý của thiết bị cầm tay. Nếu ngân hàng cung cấp bảo mật dựa trên thẻ thông minh, bảo mật vật lý của thiết bị là quan trọng hơn.
2. Bảo mật của bất kỳ ứng dụng máy khách dày nào đang chạy trên thiết bị. Trong trường hợp thiết bị bị đánh cắp, tin tặc nên yêu cầu ít nhất một ID / Mật khẩu để truy cập ứng dụng.
3. Xác thực thiết bị với nhà cung cấp dịch vụ trước khi bắt đầu giao dịch. Điều này sẽ đảm bảo rằng các thiết bị trái phép không được kết nối để thực hiện các giao dịch tài chính.
4. Xác thực ID người dùng / Mật khẩu của khách hàng của ngân hàng.
5. Mã hóa dữ liệu được truyền qua không trung.
6. Mã hóa dữ liệu sẽ được lưu trữ trong thiết bị để phân tích sau / ngoại tuyến của khách hàng.

Mật khẩu một lần (OTP) là công cụ mới nhất được các nhà cung cấp dịch vụ tài chính và ngân hàng sử dụng trong cuộc chiến chống gian lận trên mạng. Thay vì dựa vào mật khẩu ghi nhớ truyền thống, OTP được người tiêu dùng yêu cầu mỗi khi họ muốn thực hiện giao dịch bằng giao diện ngân hàng trực tuyến hoặc di động. Khi nhận được yêu cầu, mật khẩu sẽ được gửi đến điện thoại của người tiêu dùng qua SMS. Mật khẩu đã hết hạn khi nó được sử dụng hoặc khi vòng đời dự kiến của nó đã hết hạn.
Do những lo ngại được nêu rõ ở trên, điều cực kỳ quan trọng là các nhà cung cấp cổng SMS có thể cung cấp chất lượng dịch vụ tốt cho các ngân hàng và tổ chức tài chính liên quan đến dịch vụ SMS. Do đó, việc cung cấp các thỏa thuận cấp độ dịch vụ (SLA) là một yêu cầu đối với ngành này; cần phải đảm bảo cho tất cả các tin nhắn giao hàng của ngân hàng, cũng như các phép đo về tốc độ gửi, thông lượng, v.v. SLA đưa ra các tham số dịch vụ trong đó giải pháp nhắn tin [ buzzword ] được đảm bảo thực hiện.

### Khả năng mở rộng và độ tin cậy
Một thách thức khác đối với CIO và CTO của các ngân hàng là mở rộng cơ sở hạ tầng ngân hàng di động để xử lý sự tăng trưởng theo cấp số nhân của cơ sở khách hàng. Với dịch vụ ngân hàng di động, khách hàng có thể ngồi ở bất kỳ nơi nào trên thế giới (ngân hàng thực sự mọi lúc, mọi nơi) và do đó các ngân hàng cần đảm bảo rằng các hệ thống đang hoạt động và hoạt động theo kiểu 24 × 7 thực sự. Khi khách hàng sẽ thấy ngân hàng di động ngày càng hữu ích, kỳ vọng của họ từ giải pháp [ từ thông dụng ] sẽ tăng lên. Các ngân hàng không thể đáp ứng hiệu suất và kỳ vọng độ tin cậy có thể mất niềm tin của khách hàng. Có các hệ thống như Nền tảng giao dịch di động cho phép di động nhanh chóng và an toàn cho phép các dịch vụ ngân hàng khác nhau. Gần đây tại Ấn Độ đã có sự tăng trưởng phi thường trong việc sử dụng các ứng dụng Mobile Banking, với các ngân hàng hàng đầu áp dụng Nền tảng giao dịch di động và Ngân hàng trung ương xuất bản hướng dẫn cho các hoạt động ngân hàng di động.

### Phân phối ứng dụng
Do tính chất của kết nối giữa ngân hàng và khách hàng, việc khách hàng thường xuyên ghé thăm ngân hàng hoặc kết nối với một trang web để nâng cấp thường xuyên ứng dụng ngân hàng di động của họ là không thực tế. Dự kiến ứng dụng di động sẽ tự kiểm tra các bản nâng cấp và cập nhật và tải xuống các bản vá cần thiết (được gọi là bản cập nhật "Over The Air"). Tuy nhiên, có thể có nhiều vấn đề để thực hiện phương pháp này như nâng cấp / đồng bộ hóa các thành phần phụ thuộc khác.
Các nghiên cứu đã chỉ ra rằng một yếu tố rất lớn liên quan đến việc ngân hàng di động được sử dụng rộng rãi hơn, là một khách hàng của ngân hàng không sẵn sàng thích nghi. Nhiều người tiêu dùng, cho dù họ có thông tin sai hay không, không muốn bắt đầu sử dụng ngân hàng di động vì một số lý do. Chúng có thể bao gồm đường cong học tập liên quan đến công nghệ mới, lo ngại về các thỏa hiệp bảo mật có thể xảy ra, chỉ đơn giản là không muốn bắt đầu sử dụng công nghệ, v.v.

### Cá nhân hóa
Nó sẽ được mong đợi từ ứng dụng di động để hỗ trợ cá nhân hóa, chẳng hạn như:
1. Ngôn ngữ ưa thích
2. Định dạng ngày / giờ
3. Định dạng số lượng
4. Giao dịch mặc định
5. Danh sách người thụ hưởng tiêu chuẩn
6. Cảnh báo

## Ngân hàng di động trên thế giới
Xem thêm: Danh sách các quốc gia theo cách sử dụng ngân hàng di động
Đây là danh sách các quốc gia theo mức độ sử dụng ngân hàng di động được đo bằng tỷ lệ phần trăm của những người có giao dịch ngân hàng di động không SMS trong ba tháng trước. Dữ liệu có nguồn gốc từ Bain, Research Now và Bain cùng với các khảo sát GMI NPS năm 2012.
| Cấp | Quốc gia / Lãnh thổ | Sử dụng năm 2012 |
| 1   | Nam Triều Tiên      | 47%              |
| 2   | Trung Quốc          | 42%              |
| 3   | Hồng Kông           | 41%              |
| 4   | Singapore           | 38%              |
| 5   | Ấn Độ               | 37%              |
| 6   | Tây Ban Nha         | 34%              |
| 7   | Hoa Kỳ              | 32%              |
| 8   | Mexico              | 30%              |
| 9   | Châu Úc             | 27%              |
| 10  | Pháp                | 26%              |
| 11  | Vương quốc Anh      | 26%              |
| 12  | nước Thái Lan       | 24%              |
| 13  | Canada              | 22%              |
| 14  | nước Đức            | 14%              |
| 15  | Pakistan            | 9%               |

Các quốc gia châu Phi như Kenya sẽ xếp hạng cao nếu dịch vụ ngân hàng di động SMS được đưa vào danh sách trên. Kenya có 38% dân số là thuê bao của M-Pesa tính đến năm 2011.  Mặc dù vào năm 2016, các ứng dụng ngân hàng di động đã chứng kiến sự phát triển vượt bậc trong lĩnh vực ngân hàng Kenya, vốn đã tận dụng cửa hàng chơi android và cửa hàng apple để đưa ứng dụng của họ. Các ngân hàng Kenya như Equity Bank Kenya Limited Ứng dụng ngân hàng Eazzy và Ứng dụng tiền mặt Mco-op của Ngân hàng Hợp tác xã đã chứng tỏ là một ứng dụng ngân hàng di động thành công.
Ngân hàng di động được sử dụng ở nhiều nơi trên thế giới với rất ít hoặc không có cơ sở hạ tầng, đặc biệt là các khu vực xa xôi và nông thôn. Khía cạnh này của thương mại di động cũng rất phổ biến ở các quốc gia nơi phần lớn dân số của họ không bị ràng buộc. Trong hầu hết những nơi này, các ngân hàng chỉ có thể được tìm thấy ở các thành phố lớn, và khách hàng phải đi hàng trăm dặm về phía ngân hàng gần nhất.
Tại Iran, các ngân hàng như Parsian, Tejarat, Pasargad Bank, Mellat, Saderat, Sepah, Edbi và Bankmelli cung cấp dịch vụ. Banco Industrial cung cấp dịch vụ tại Guatemala. Công dân Mexico có thể truy cập ngân hàng di động với Omnilife, Bancomer và MPower Venture. Safaricom của Kenya (một phần của Tập đoàn Vodafone) có Dịch vụ M-Pesa, chủ yếu được sử dụng để chuyển số tiền hạn chế, nhưng ngày càng được sử dụng để thanh toán hóa đơn tiện ích. Năm 2009, Zainra mắt doanh nghiệp chuyển tiền di động của riêng họ, được gọi là ZAP, ở Kenya và các nước châu Phi khác. Một số người chơi khác ở Kenya như Tangerine, MobiKash và Funtbler Limited cũng có dịch vụ chuyển tiền di động độc lập với mạng. Ở Somalia, nhiều công ty viễn thông cung cấp dịch vụ ngân hàng di động, nổi bật nhất là Hormuud Telecom và dịch vụ ZAAD của họ.
Telenor Pakistan cũng đã đưa ra một giải pháp ngân hàng di động [ buzzword ], phối hợp với Taameer Bank, dưới nhãn Easy Paisa, được bắt đầu vào quý 4 năm 2009. Eko India Financial Services, phóng viên kinh doanh của Ngân hàng Nhà nước Ấn Độ (SBI) và ICICI Ngân hàng, cung cấp tài khoản ngân hàng, tiền gửi, dịch vụ rút tiền và chuyển tiền, bảo hiểm vi mô và các cơ sở tài chính vi mô cho khách hàng của mình (gần 80% trong số đó là người di cư hoặc bộ phận dân cư không có ngân hàng) thông qua ngân hàng di động.
Trong một năm 2010, người dùng ngân hàng di động đã tăng vọt hơn 100% ở Kenya, Trung Quốc, Brazil và Hoa Kỳ với lần lượt 200 phần trăm, 150 phần trăm, 110 phần trăm và 100 phần trăm.
Dutch Bangla Bank đã ra mắt dịch vụ ngân hàng di động đầu tiên tại Bangladesh vào ngày 31 tháng 3 năm 2011. Dịch vụ này được ra mắt với sự hỗ trợ của 'Đại lý' và 'Mạng' từ các nhà khai thác di động, Banglalink và Citycell. Sybase 365, một chi nhánh của Sybase, Inc. đã cung cấp giải pháp phần mềm [ buzzword ] với đối tác địa phương Neurosoft Technologies Ltd. Có khoảng 160 triệu người ở Bangladesh, trong đó, chỉ có 13% có tài khoản ngân hàng. Với giải pháp này [ buzzword ], Ngân hàng Hà Lan-Bangla hiện có thể tiếp cận với dân số nông thôn và không có giới hạn, trong đó, 45% là người dùng điện thoại di động. Theo dịch vụ, bất kỳ thiết bị cầm tay di động nào có đăng ký với bất kỳ sáu nhà khai thác di động hiện có nào của Bangladesh đều có thể sử dụng dịch vụ. Theo dịch vụ ngân hàng di động, đại lý ngân hàng chỉ định ngân hàng thực hiện các hoạt động ngân hàng thay mặt, như mở tài khoản ngân hàng di động, cung cấp dịch vụ tiền mặt (biên lai và thanh toán) và xử lý các khoản tín dụng nhỏ. Rút tiền mặt từ tài khoản di động cũng có thể được thực hiện từ ATM xác thực mỗi giao dịch bằng 'điện thoại di động & PIN' thay vì 'thẻ & PIN'. Các dịch vụ khác đang được chuyển qua hệ thống ngân hàng di động là giao dịch cá nhân (ví dụ: chuyển tiền), giao dịch cá nhân (ví dụ: thanh toán cho người bán, thanh toán hóa đơn tiện ích), từ doanh nghiệp đến người (ví dụ: giải ngân tiền lương / hoa hồng), giao dịch giữa chính phủ với người (giải ngân trợ cấp chính phủ).
Vào tháng 5 năm 2012, Laxmi Bank Limited đã ra mắt ngân hàng di động đầu tiên ở Nepal với sản phẩm Mobile Khata. Mobile Khata hiện đang chạy trên nền tảng của bên thứ ba có tên Hello Paisa có thể tương thích với tất cả các viễn thông ở Nepal viz. Nepal Telecom, NCell, Smart Tel và UTL, và cũng có thể tương tác với các ngân hàng khác nhau trong nước. Các thành viên ban đầu tham gia vào nền tảng sau Laxmi Bank Limited là Siddartha Bank, Bank of Kathmandu, Commerz và Trust Bank Nepal và International Lending and Finance Company. Ở quốc gia có dân số khoảng 30 triệu người, hơn 5 triệu người đã đăng ký ngân hàng di động ở Nepal  theo dữ liệu gần đây từ Ngân hàng Nepal Rastra, ngân hàng trung ương của Nepal.
Barclays cung cấp dịch vụ có tên Barclays Pingit và dịch vụ cung cấp Hello Money ở Châu Phi, cho phép chuyển tiền từ Vương quốc Anh đến nhiều nơi trên thế giới bằng điện thoại di động. Pingit được sở hữu bởi một tập đoàn các ngân hàng. Vào tháng 4 năm 2014, Hội đồng thanh toán Vương quốc Anh đã ra mắt hệ thống thanh toán di động Paym, cho phép thanh toán di động giữa khách hàng của một số ngân hàng và xây dựng xã hội bằng cách sử dụng số điện thoại di động của người nhận.
Vào tháng 11 năm 2017, Ngân hàng Nhà nước Ấn Độ đã ra mắt một nền tảng ngân hàng tích hợp ở Ấn Độ có tên là YONO cung cấp các chức năng ngân hàng thông thường nhưng cũng có các dịch vụ thanh toán cho những thứ như mua sắm trực tuyến, lập kế hoạch du lịch, đặt taxi hoặc giáo dục trực tuyến.
Vào tháng 1 năm 2019, ngân hàng trực tiếp N26 của Đức đã vượt qua Revolut trở thành ngân hàng di động có giá trị nhất ở châu Âu với mức định giá 2,7 tỷ USD và 1,5 triệu người dùng.
Sau đây là danh sách hiển thị tỷ lệ người sử dụng ứng dụng ngân hàng di động trong ba tháng qua tại các quốc gia được chọn trên toàn thế giới vào năm 2014. Danh sách này dựa trên khảo sát d0 statista.com thực hiện bao gồm 82.914 người được hỏi.
| Cấp | Quốc gia / Lãnh thổ | Sử dụng năm 2014 |
| 1   | Indonesia           | 77%              |
| 2   | Trung Quốc          | 73%              |
| 3   | nước Thái Lan       | 64%              |
| 4   | Ấn Độ               | 59%              |
| 5   | Singapore           | 58%              |
| 6   | Ba Lan              | 58%              |
| 7   | Hoa Kỳ              | 32%              |
| 8   | Malaysia            | 54%              |
| 9   | Hồng Kông           | 49%              |
| 10  | Châu Úc             | 47%              |
| 11  | Mexico              | 45%              |
| 12  | Tây Ban Nha         | 44%              |
| 13  | Hoa Kỳ              | 43%              |
| 14  | Nước Ý              | 42%              |
| 15  | Vương quốc Anh      | 41%              |
| 16  | Brazil              | 39%              |
| 17  | Canada              | 34%              |
| 18  | Bồ Đào Nha          | 31%              |
| 19  | Pháp                | 30%              |
| 20  | nước Bỉ             | 27%              |
| 21  | nước Đức            | 21%              |
| 22  | Nhật Bản            | 19%              |